# شیص
شیص (به عربی: شیص) یک منطقهٔ مسکونی در امارات متحده عربی است که در امارت شارجه واقع شده‌است. شیص ۳۶۴ متر بالاتر از سطح دریا واقع شده‌است.